# Lam Thamenchai (huyện)
Lam Thamenchai (tiếng Thái: ลำทะเมนชัย) là một huyện (amphoe) của tỉnh Nakhon Ratchasima, đông bắc Thái Lan.

## Lịch sử
Khu vực Lam Thamenchai đã được tách ra từ huyện Chum Phuang và lập tiểu huyện (King Amphoe) ngày 15 tháng 7 năm 1996.

Theo quyết định của chính phủ Thái Lan ngày 15 tháng 5 năm 2007, tất cả 81 tiểu huyện đều được nâng thành huyện. Với việc đăng công báo hoàng gia ngày 24 tháng 8, việc nâng cấp thành chính thức.

## Địa lý
Các huyện giáp ranh (từ phía đông theo chiều kim đồng hồ) là Khu Mueang và Lam Plai Mat của tỉnh Buriram, Chum Phuang và Mueang Yang của tỉnh Nakhon Ratchasima.
Huyện được đặt tên theo sông Thamenchai, sông chính chảy qua huyện.

## Hành chính
Huyện này được chia thành 4 phó huyện (tambon). Thị trấn (thesaban tambon) of Nong Bua Wong nằm trên một phần của the tambon Kui và Phlai.
| 1. | Khui       | ขุย     |  |
| 2. | Ban Yang   | บ้านยาง |  |
| 3. | Chong Maeo | ช่องแมว |  |
| 4. | Phlai      | ไพล    |  |